# 彭一庭
彭一庭（Dominic Yat Ting Pang，1973年—），出生於香港，为香港上市公司俊和發展集團（港交所：0711）董事會主席，也是自從在2010年創辦人父親彭錦俊博士去世接任，成為董事會成員。
在2003年加入俊和發展集團任董事會主席助理前，畢業於美國紐約哥倫比亞大學文學學士學位，主修經濟、政治及數學，那時是在1995年，於1998年及2010年獲得紐約大學法學院頒授法律博士學位及Kellogg-HKUST頒授工商管理碩士學位，也曾創立3家科技公司。